# L'onda (Enrico Ruggeri)
L'onda è un singolo del cantautore italiano Enrico Ruggeri, pubblicato nel 2014 ed estratto dall'album Frankenstein 2.0.

## Video
Il video della canzone è diretto da Andrea Sanna con la collaborazione creativa di Pico Rama.

## Tracce
1. L'onda – 4:05